# Caluya
Caluya ist eine philippinische Stadtgemeinde in der Provinz Antique.
Sie hat 35.496 Einwohner (Zensus 1. August 2015). Sie umfasst u. a. die Inselgruppe der Caluya-Inseln, die nordwestlich von Panay zwischen der Sulusee und der Sibuyan-See liegen.

## Baranggays
Caluya ist politisch unterteilt in 18 Baranggays.
| - Alegria - Bacong - Banago - Bonbon - Dawis - Dionela - Harigue - Hininga-an - Imba | - Masanag - Poblacion - Sabang - Salamento - Semirara - Sibato - Sibay - Sibolo - Tinogboc |